# ۳۶۰ (عدد)
۳۶۰ (سیصد و شصت) یک عدد طبیعی است که پس از ۳۵۹ و پیش از ۳۶۱ قرار دارد.